# Andernach
Andernach (phát âm tiếng Đức: [ˈandərˌnax]) là một thị xã ở huyện Mayen-Koblenz, bang Rheinland-Pfalz, Đức. Andernach có diện tích 53,23 km2, dân số cuối năm 2006 là 29.602 người. Đô thị này nằm ở tả ngạn sông Rhine.

## Liên kết ngoài

Namedy
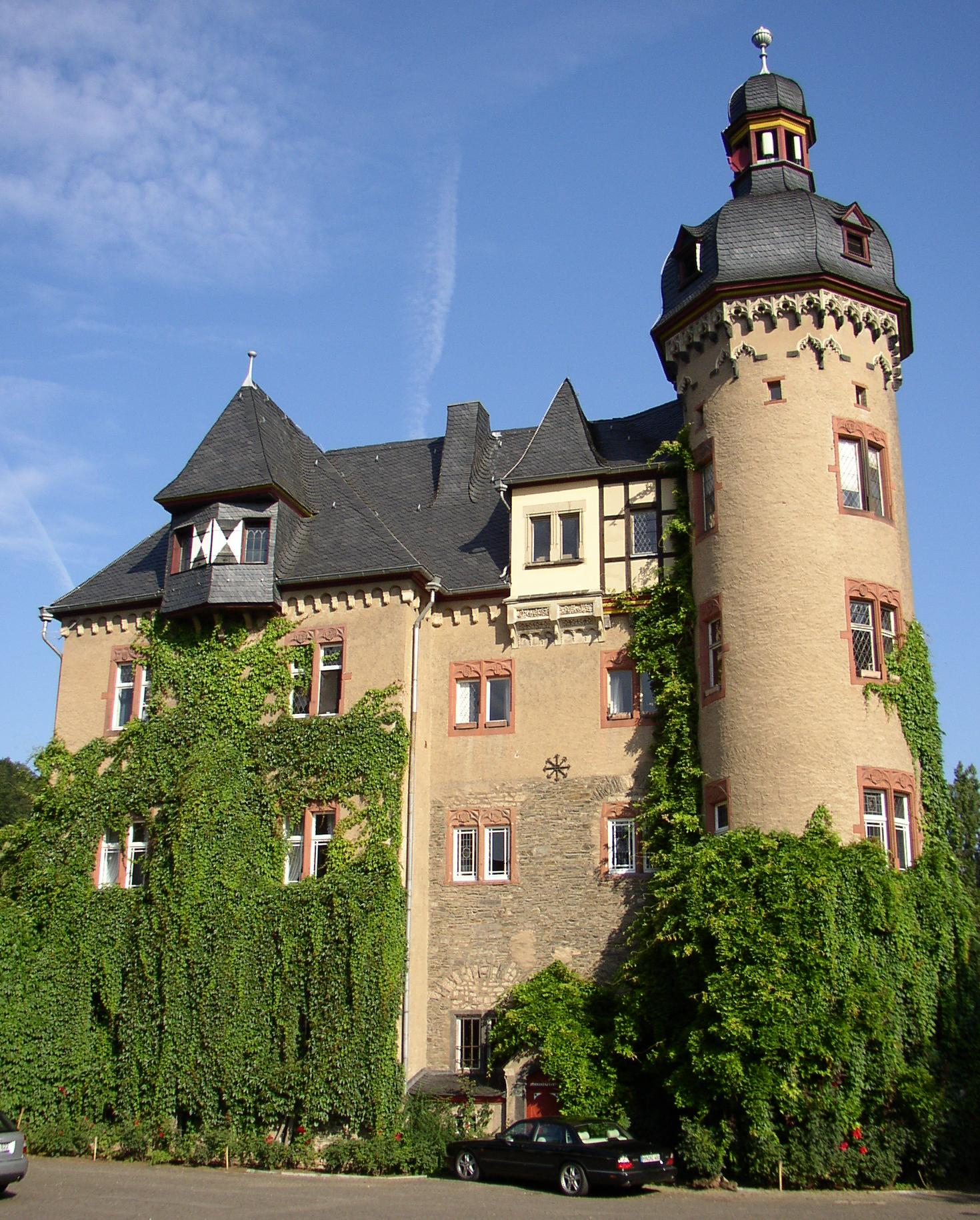
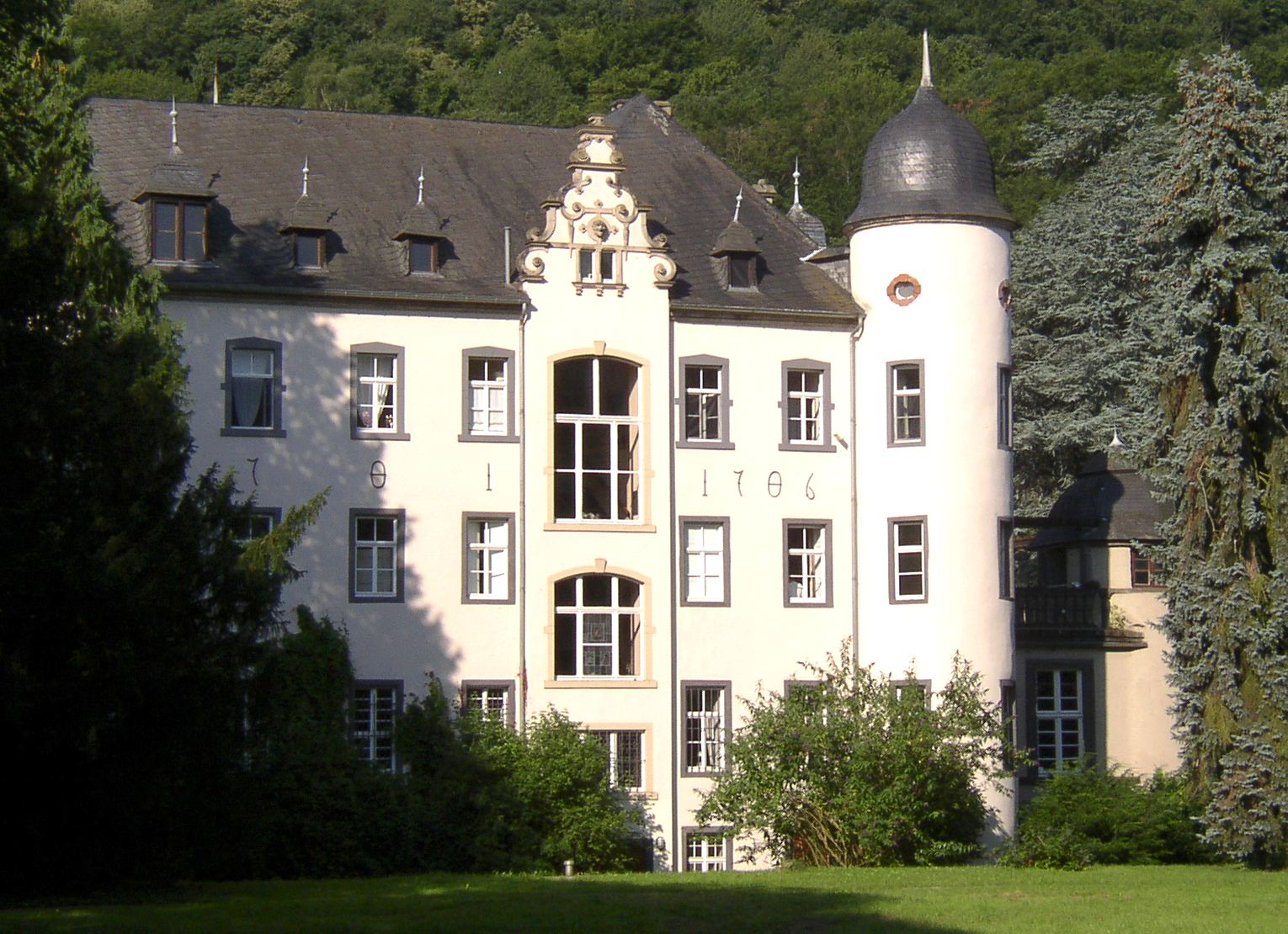
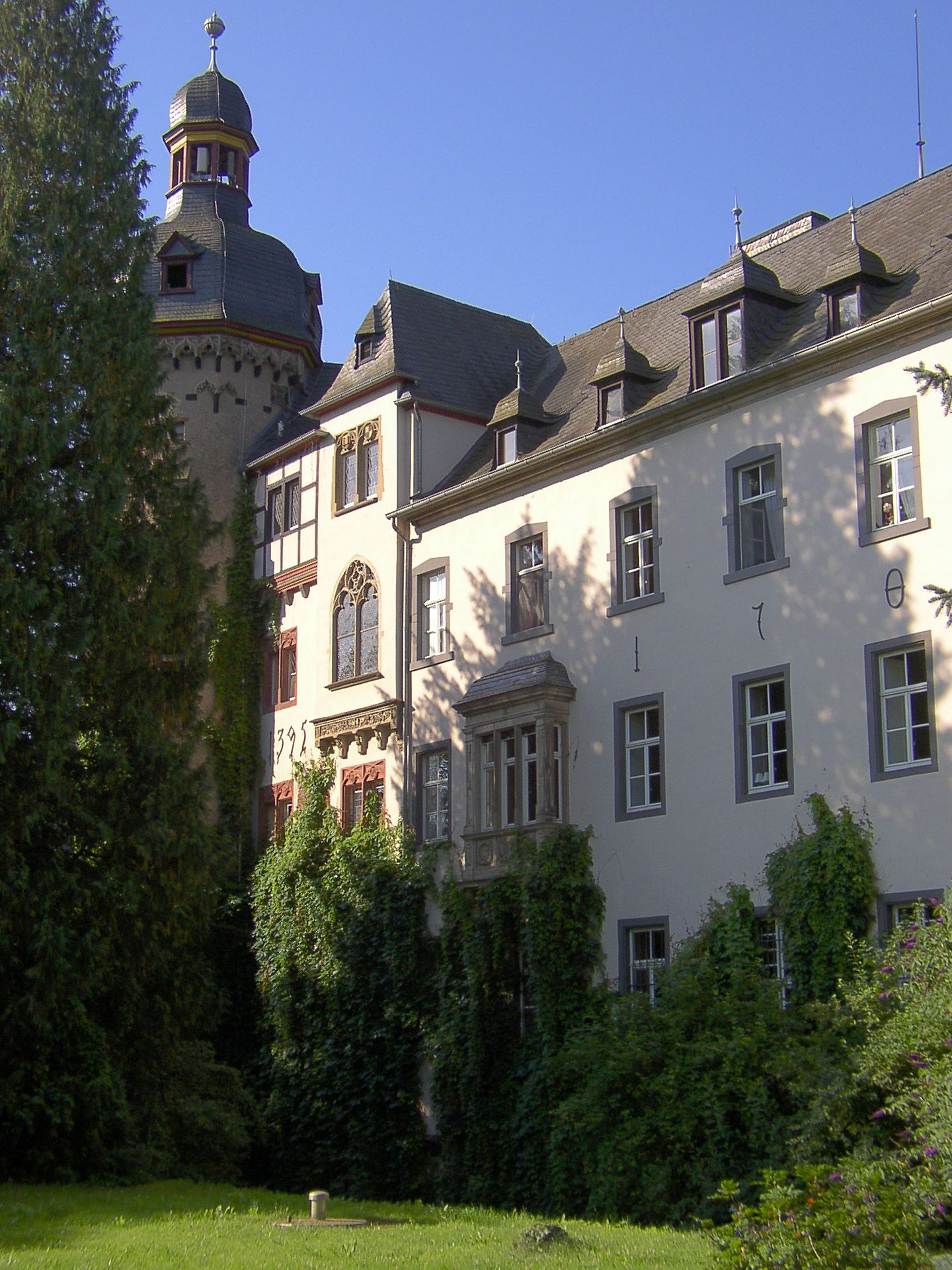